# Shukusei!! Loli Kami Requiem
 (juillet 2024).
まだ雨はやまない (Shukusei!! Loli Kami Requiem) est une chanson de l'artiste japonais Ui Shigure.

## Production
Les paroles et la musique sont composées par des membres du groupe IOSYS,.

### Parole
les paroles de "Shukusei!! Loli kami requiem" sont chantés par le personnage de UI Shigure dans une version enfant de neuf ans  ans. Elles dénoncent et demande à mettre en prisons des pédophiles se proclamant "déesse des Lolis", cherchant le salut dans un requiem. Dans plusieurs parties de la chanson, la déesse, fais face à des prédateurs sexuels et leur force à dire pardon.

## Diffusion
La chanson est diffusée dans l'album Mada Ame wa Yamanai (ja).

## Réception
En septembre 2023, le clip dépasse les 10 millions de vues sur YouTube.
| Charts (2023)                                                                | Position |
| ---------------------------------------------------------------------------- | -------- |
| Chansons les plus téléchargées (Billboard Japan)                             | 18       |
| Chansons japonaises les plus populaires à l'internationale (Billboard Japan) | 19       |
| Japan Hot 100                                                                | 25       |